# Peter Müller (skoczek narciarski)
Peter Müller (ur. 15 października 1934) – austriacki skoczek narciarski, uczestnik Mistrzostw Świata w Narciarstwie Klasycznym 1962.
W lutym 1962 uczestniczył w mistrzostwach świata w narciarstwie klasycznym. W konkursie skoków na skoczni K-90 zajął siedemnaste miejsce, a na skoczni K-60 był 45.
W latach 1957–1966 startował w konkursach Turnieju Czterech Skoczni. Dwukrotnie plasował się w pierwszej dziesiątce zawodów tej rangi – 1 stycznia 1965 w Garmisch-Partenkirchen był dziewiąty, a pięć dni później w Bischofshofen zajął ósme miejsce.

## Osiągnięcia

### Mistrzostwa świata
| Mistrzostwa    | Data           | Skocznia | Konkurs | Skok 1    | Skok 1 | Skok 2    | Skok 2 | Skok 3    | Skok 3 | Nota łączna | Miejsce | Strata | Zwycięzca        | Źródło |
| Mistrzostwa    | Data           | Skocznia | Konkurs | Odległość | Nota   | Odległość | Nota   | Odległość | Nota   | Nota łączna | Miejsce | Strata | Zwycięzca        | Źródło |
| -------------- | -------------- | -------- | ------- | --------- | ------ | --------- | ------ | --------- | ------ | ----------- | ------- | ------ | ---------------- | ------ |
| 1962, Zakopane | 21 lutego 1962 | normalna | ind.    | 59,5      | 87,5   | 60,5      | 92,5   | 63,0      | 93,7   | 186,2       | 45.     | 37,4   | Toralf Engan     | [ 2 ]  |
| 1962, Zakopane | 25 lutego 1962 | duża     | ind.    | 89,5      | 101,3  | 94,5      | 108,5  | 90,5      | 101,0  | 209,8       | 17.     | 31,6   | Helmut Recknagel | [ 3 ]  |